# Armenien i Eurovision Song Contest
Armenien har deltaget i Eurovision Song Contest siden 2006, bortset fra i 2012. Landets bedste placering er en fjerdeplads, som blev opnået to gange, i 2008 og i 2014.
Det er værd at bemærke, at Armenien endte på en 8. plads i 2006 ét point over Grækenland og i 2007 med en 8. plads ét point under Grækenland.

## Repræsentanter
Nøgle
     Vinder
     Anden plads
     Tredje plads
     Sidste plads
     Deltager valgt, men konkurrerede ikke
| År                 | Kunstner         | Sang                     | Sprog            | Oversættelse                      | Finale             | Point              | Semi               | Point              |
| ------------------ | ---------------- | ------------------------ | ---------------- | --------------------------------- | ------------------ | ------------------ | ------------------ | ------------------ |
| 2006               | André            | "Without Your Love"      | Engelsk          | Uden din kærlighed                | 8                  | 129                | 6                  | 150                |
| 2007               | Hayko            | "Anytime You Need"       | Engelsk, armensk | Hver gang du behøver              | 8                  | 138                | Top 10 året før    | Top 10 året før    |
| 2008               | Sirusho          | "Qele qele" (Քելե, Քելե) | Engelsk, armensk | Lad os starte, lad os starte      | 4                  | 199                | 2                  | 139                |
| 2009               | Inga & Anush     | "Jan jan" (Ջան Ջան)      | Engelsk, armensk | Min kære                          | 10                 | 92                 | 5                  | 99                 |
| 2010               | Eva Rivas        | "Apricot Stone"          | Engelsk          | Aprikossten                       | 7                  | 141                | 5                  | 83                 |
| 2011               | Emmy             | "Boom Boom"              | Engelsk          | Bum bum                           | Ikke kvalificeret  | Ikke kvalificeret  | 12                 | 54                 |
| Deltog ikke i 2012 |                  |                          |                  |                                   |                    |                    |                    |                    |
| 2013               | Dorians          | "Lonely Planet"          | Engelsk          | Ensom planet                      | 18                 | 41                 | 7                  | 69                 |
| 2014               | Aram Mp3         | "Not Alone"              | Engelsk          | Ikke alene                        | 4                  | 174                | 4                  | 121                |
| 2015               | Genealogy        | "Face the Shadow"        | Engelsk          | Stå ansigt til ansigt med skyggen | 16                 | 34                 | 7                  | 77                 |
| 2016               | Iveta Mukuchyan  | "LoveWave"               | Engelsk          | Kærlighedsbølge                   | 7                  | 249                | 2                  | 243                |
| 2017               | Artsvik          | "Fly With Me"            | Engelsk          | Flyv med mig                      | 18                 | 79                 | 7                  | 152                |
| 2018               | Sevak Khanagyan  | "Qami" (Քամի)            | Armensk          | Vind                              | Ikke kvalificeret  | Ikke kvalificeret  | 15                 | 79                 |
| 2019               | Srbuk            | "Walking Out"            | Engelsk          | Går ud                            | Ikke kvalificeret  | Ikke kvalificeret  | 16                 | 49                 |
| 2020               | Athena Manoukian | "Chains on You"          | Engelsk          | Kæder på dig                      | Konkurrence aflyst | Konkurrence aflyst | Konkurrence aflyst | Konkurrence aflyst |
| Deltog ikke i 2021 |                  |                          |                  |                                   |                    |                    |                    |                    |
| 2022               | Rosa Linn        | "Snap"                   | Engelsk          | Knips                             | 20                 | 61                 | 5                  | 187                |
| 2023               | Brunette         | "Future Lover"           | Engelsk, armensk | Fremtidige elsker                 | 14                 | 122                | 6                  | 99                 |
| 2024               | Ladaniva         | "Jako" (Ժակո)            | Armensk          | —                                 | 8                  | 183                | 3                  | 137                |
| 2025               | Parg             | "Survivor"               | Engelsk          | Overlever                         | 20                 | 72                 | 10                 | 51                 |

## Pointstatistik (2006-2025)

### Flest point til og fra - top 5
NB: Kun point givet i finalerne er talt med.
| Armenien har givet flest point til | Armenien har givet flest point til | Armenien har givet flest point til |
| Placering                          | Land                               | Point                              |
| ---------------------------------- | ---------------------------------- | ---------------------------------- |
| 1                                  | Frankrig                           | 143                                |
| 2                                  | Rusland                            | 126                                |
| 3                                  | Grækenland                         | 102                                |
| 4                                  | Ukraine                            | 97                                 |
| 5                                  | Sverige                            | 95                                 |

| Armenien har modtaget flest point fra | Armenien har modtaget flest point fra | Armenien har modtaget flest point fra |
| Placering                             | Land                                  | Point                                 |
| ------------------------------------- | ------------------------------------- | ------------------------------------- |
| 1                                     | Georgien                              | 156                                   |
| 2                                     | Frankrig                              | 151                                   |
| 3                                     | Rusland                               | 91                                    |
| 4                                     | Grækenland                            | 87                                    |
| 5                                     | Bulgarien                             | 80                                    |

### 12 point til og fra
NB: Kun 12 point givet i finalerne siden er talt med.
| Armenien har modtaget 12 point fra | Armenien har modtaget 12 point fra                                         | Armenien har modtaget 12 point fra |
| År                                 | Jury                                                                       | Televoting                         |
| ---------------------------------- | -------------------------------------------------------------------------- | ---------------------------------- |
| 2006                               | Belgien, Rusland                                                           | Ingen separat televoting           |
| 2007                               | Georgien, Tyrkiet                                                          | Ingen separat televoting           |
| 2008                               | Belgien, Frankrig, Georgien, Grækenland, Holland, Polen, Rusland, Tjekkiet | Ingen separat televoting           |
| 2009                               | Tjekkiet                                                                   | Ingen separat televoting           |
| 2010                               | Holland, Israel, Rusland                                                   | Ingen separat televoting           |
| 2014                               | Frankrig, Georgien, Østrig                                                 | Ingen separat televoting           |
| 2015                               | Georgien                                                                   | Ingen separat televoting           |
| 2016                               | Bulgarien, Rusland, Spanien                                                | Frankrig, Georgien, Rusland        |
| 2023                               | Modtog ikke 12 point                                                       | Frankrig, Georgien                 |
| 2025                               | Malta                                                                      | Georgien                           |

| Armenien har givet 12 point til | Armenien har givet 12 point til | Armenien har givet 12 point til |
| År                              | Jury                            | Televoting                      |
| ------------------------------- | ------------------------------- | ------------------------------- |
| 2006                            | Rusland                         | Ingen separat televoting        |
| 2007                            | Rusland                         | Ingen separat televoting        |
| 2008                            | Rusland                         | Ingen separat televoting        |
| 2009                            | Rusland                         | Ingen separat televoting        |
| 2010                            | Georgien                        | Ingen separat televoting        |
| 2011                            | Ukraine                         | Ingen separat televoting        |
| 2013                            | Ukraine                         | Ingen separat televoting        |
| 2014                            | Montenegro                      | Ingen separat televoting        |
| 2015                            | Rusland                         | Ingen separat televoting        |
| 2016                            | Frankrig                        | Rusland                         |
| 2017                            | Portugal                        | Cypern                          |
| 2018                            | Sverige                         | Cypern                          |
| 2019                            | Sverige                         | Rusland                         |
| 2022                            | Spanien                         | Estland                         |
| 2023                            | Israel                          | Israel                          |
| 2024                            | Frankrig                        | Frankrig                        |
| 2025                            | Frankrig                        | Estland                         |

### Flest point til og fra - alle lande
NB: Kun point givet i finalerne er talt med.
| Armenien har givet point til | Armenien har givet point til | Armenien har givet point til |
| Placering                    | Land                         | Point                        |
| ---------------------------- | ---------------------------- | ---------------------------- |
| 1                            | Frankrig                     | 143                          |
| 2                            | Rusland                      | 126                          |
| 3                            | Grækenland                   | 102                          |
| 4                            | Ukraine                      | 97                           |
| 5                            | Sverige                      | 95                           |
| 6                            | Georgien                     | 83                           |
| 7                            | Cypern                       | 69                           |
| 8                            | Italien                      | 64                           |
| 9                            | Norge                        | 50                           |
| 10                           | Israel                       | 49                           |
| 11                           | Portugal                     | 48                           |
| 12                           | Schweiz                      | 44                           |
| 13                           | Spanien                      | 39                           |
| 14                           | Moldova                      | 36                           |
| 15                           | Malta                        | 34                           |
| 16                           | Holland                      | 32                           |
| =                            | Østrig                       | 32                           |
| 18                           | Estland                      | 31                           |
| 19                           | Finland                      | 25                           |
| 20                           | Hviderusland                 | 24                           |
| 21                           | Serbien                      | 22                           |
| 22                           | Montenegro                   | 20                           |
| 23                           | Bulgarien                    | 18                           |
| =                            | Tjekkiet                     | 18                           |
| 25                           | Nordmakedonien               | 17                           |
| =                            | Tyskland                     | 17                           |
| 27                           | Storbritannien               | 16                           |
| 28                           | Kroatien                     | 15                           |
| 29                           | Belgien                      | 13                           |
| 30                           | Danmark                      | 10                           |
| 31                           | Australien                   | 9                            |
| 32                           | Island                       | 8                            |
| 33                           | Polen                        | 7                            |
| =                            | Rumænien                     | 7                            |
| 35                           | Bosnien-Hercegovina          | 6                            |
| 36                           | Irland                       | 5                            |
| 37                           | Tyrkiet                      | 4                            |
| 38                           | Albanien                     | 3                            |
| =                            | Letland                      | 3                            |
| =                            | San Marino                   | 3                            |
| =                            | Ungarn                       | 3                            |
| 43                           | Litauen                      | 2                            |
| 43                           | Aserbajdsjan                 | 1                            |
| 44                           | Andorra                      | 0                            |
| =                            | Jugoslavien                  | 0                            |
| =                            | Luxembourg                   | 0                            |
| =                            | Marokko                      | 0                            |
| =                            | Monaco                       | 0                            |
| =                            | Serbien og Montenegro        | 0                            |
| =                            | Slovakiet                    | 0                            |
| =                            | Slovenien                    | 0                            |

| Armenien har modtaget point fra | Armenien har modtaget point fra | Armenien har modtaget point fra |
| Placering                       | Land                            | Point                           |
| ------------------------------- | ------------------------------- | ------------------------------- |
| 1                               | Georgien                        | 156                             |
| 2                               | Frankrig                        | 151                             |
| 3                               | Rusland                         | 91                              |
| 4                               | Grækenland                      | 87                              |
| 5                               | Bulgarien                       | 80                              |
| 6                               | Israel                          | 75                              |
| 7                               | Holland                         | 72                              |
| 8                               | Belgien                         | 69                              |
| 9                               | Cypern                          | 68                              |
| =                               | Spanien                         | 68                              |
| 11                              | Tjekkiet                        | 67                              |
| 12                              | Hviderusland                    | 54                              |
| =                               | Ukraine                         | 54                              |
| 14                              | Moldova                         | 44                              |
| =                               | Tyrkiet                         | 44                              |
| 16                              | Polen                           | 41                              |
| 17                              | Tyskland                        | 37                              |
| 18                              | Østrig                          | 36                              |
| 19                              | Albanien                        | 34                              |
| 20                              | Letland                         | 31                              |
| 21                              | San Marino                      | 29                              |
| 22                              | Malta                           | 27                              |
| 23                              | Montenegro                      | 26                              |
| 24                              | Italien                         | 25                              |
| =                               | Rumænien                        | 25                              |
| 26                              | Nordmakedonien                  | 24                              |
| 27                              | Serbien                         | 19                              |
| =                               | Slovenien                       | 19                              |
| =                               | Sverige                         | 19                              |
| 30                              | Portugal                        | 18                              |
| 31                              | Island                          | 13                              |
| =                               | Ungarn                          | 13                              |
| 33                              | Norge                           | 11                              |
| 34                              | Schweiz                         | 10                              |
| 35                              | Litauen                         | 9                               |
| 36                              | Bosnien-Hercegovina             | 8                               |
| =                               | Estland                         | 8                               |
| 38                              | Danmark                         | 7                               |
| =                               | Irland                          | 7                               |
| =                               | Kroatien                        | 7                               |
| =                               | Slovakiet                       | 7                               |
| 42                              | Finland                         | 6                               |
| 43                              | Storbritannien                  | 3                               |
| 44                              | Australien                      | 2                               |
| =                               | Luxembourg                      | 2                               |
| 46                              | Andorra                         | 0                               |
| =                               | Aserbajdsjan                    | 0                               |
| =                               | Jugoslavien                     | 0                               |
| =                               | Marokko                         | 0                               |
| =                               | Monaco                          | 0                               |
| =                               | Serbien og Montenegro           | 0                               |

## Kommentatorer og jurytalsmænd
| År   | Kommentator | Jurytalsmand        |
| ---- | --- | ------------------- |
| 2006 | Gohar Gasparyan & Felix Khachatryan | Gohar Gasparyan     |
| 2007 | Gohar Gasparian | Sirusho             |
| 2008 | Felix Khachatryan & Hrachuhi Utmazyan | Hrachuhi Utmazyan   |
| 2009 | Khoren Levonyan | Sirusho             |
| 2010 | Hrachuhi Utmazyan & Khoren Levonyan | Nazeni Hovhannisyan |
| 2011 | Artak Vardanyan | Lusine Tovmasyan    |
| 2012 | Gohar Gasparyan & Artur Grigoryan | Deltog ikke         |
| 2013 | André & Arevik Udumyan | André               |
| 2014 | Erik Antaranyan & Anna Avanesyan (Semifinalerne) Arevik Udumyan & Tigran Danielyan (Finalen)                                               | Anna Avanesyan      |
| 2015 | Aram Mp3 & Erik Antaranyan (1. semifinale) Vahe Khanamiryan & Hermine Stepanyan (2. semifinale) Avet Barseghyan & Arevik Udumyan (Finalen) | Lilit Muradyan      |
| 2016 | Avet Barseghyan | Arman Margaryan     |
| 2017 | Avet Barseghyan & Gohar Gasparyan | Iveta Mukuchyan     |
| 2018 | Avet Barseghyan & Felix Khachatryan | Arsen Grigoryan     |
| 2019 | Avet Barseghyan & Aram Mp3 | Aram Mp3            |
| 2021 | Ingen udsendelse | Deltog ikke         |
| 2022 | Garik Papoyan & Hrachuhi Utmazyan | Garik Papoyan       |
| 2023 | Hamlet Arakelyan & Hrachuhi Utmazyan | Maléna              |
| 2024 | Sevak Hakobyan & Hrachuhi Utmazyan | Brunette            |
| 2025 | Hamlet Arakelyan & Hrachuhi Utmazyan | Lusine Tovmasyan    |

## Galleri
- Hayko i Helsinki (2007)
- Sirusho i Beograd (2008)
- Eva Rivas i Oslo (2010)
- Dorians i Malmö (2013)
- Ladaniva i Malmö (2024)
- Parg i Basel (2025)